# 南京市南湖第二中学
南京市南湖第二中学通称南湖二中，是南京市建邺区的一所完全中学。該校是南湖小区建成的两所配套中学的一所，另一所为南京市南湖第一中学。
南湖二中創立於1985年12月，1989年 增设职业高中以及职业中专。2001年，原职高与职中全数并入南京市莫愁职业学校。